# Câu lạc bộ bóng đá Thép Nippon Yawata
Câu lạc bộ bóng đá Thép Nippon Yawata (新日本製鐵八幡サッカー部 Shin-Nihon Seitetsu Yawata Sakkā-Bu) từng là một câu lạc bộ bóng đá Nhật Bản có trụ sở tại Kitakyushu, Fukuoka.

## Lịch sử
Câu lạc bộ bóng đá Thép Yawata ban đầu được thành lập năm 1950 là câu lạc bộ của công ty Thép Yawata, năm 1970 sáp nhập với Thép Fuji trở thành Thép Nippon. Trong những năm 1960 câu lạc bộ cung cấp cho Đội tuyển bóng đá quốc gia Nhật Bản nhiều cầu thủ chất lượng tại Olympic 1964 và 1968.
Thép Yawata là một trong tám đội sáng lập Japan Soccer League năm 1965, hai lần á quân xếp sau Toyo Kogyo (hiện là Sanfrecce Hiroshima) năm 1965 và 1966. Năm 1981, sau một thập kỷ không có nhiều biến động không giành được danh hiệu hay có nguy cơ xuống hạng, Thép Nippon phải xuống Hạng 2 và không thể trở lại hạng đấu cao nhất một lần nữa. Năm 1990 họ rớt hạng một lần nữa, lần này là rời khỏi JSL sau 26 mùa. Họ trở về với Giải bóng đá Kyushu. Mùa 1999 là lần cuối cùng Thép Nippon Yawata thi đấu tại Kyushu league.
Năm 2007, New Wave Kitakyushu, từng là một phần của Hóa học Mitsubishi, mới lại là đại diện tiếp theo của Kitakyushu thi đấu tại giải đấu cấp quốc gia sau khi thăng hạng Japan Football League.

## Tên gọi
- 1950-1970 Thép Yawata
- 1970-1991 Thép Nippon
- 1991-1999 Thép Nippon Yawata

## Danh hiệu
- Cúp Hoàng đế: 1964 (chia sẻ danh hiệu cùng Điện Furukawa).
- Giải bóng đá vô địch các công xưởng toàn Nhật Bản: (2) 1963, 1964
- Giải bóng đá vô địch liên thành phố toàn Nhật Bản: (2) 1957, 1964

## Cầu thủ nổi bật
- Masashi Watanabe
- Teruki Miyamoto
- Nobuyuki Oishi
- Hiroshi Saeki
- Kiyoshi Tomizawa
- Masahiro Hamazaki
- Yuji Kishioku
- Hisao Kami
- Masafumi Yokoyama

## Các câu lạc bộ anh em
- Thép Nippon Oita
- Thép Nippon Kamaishi
- Thép Nippon Muroran